# Szabó Imre (honvédtiszt, 1820–1865)
Szabó Imre, kisgeresdi (Kőszeg, 1820. március 19. – London, 1865. március 10.) honvédtiszt, hadügyi államtitkár, Szabó István honvédtiszt bátyja.

## Származása, pályája a császári és királyi hadseregben
Magyar, nemesi származású családba született. Apja ügyvéd és megyei táblabíró volt. Felsőbb tanulmányait a bécsújhelyi katonai akadémián végezte, majd 1836-ban belépett a császári hadseregbe. Az 1. (Császár) huszárezredben, illetve a magyar nemesi testőrségnél szolgált. 1846-ban főhadnagyi rangban nyugdíjaztatta magát.

## Szerepe az 1848–49-es szabadságharcban
1848 július 4-én a hadügyminisztérium fegyverfelügyeleti osztályának segédtisztje lett. Jelačić támadásának megindulása után, 1848. szeptember 20-án a drávai magyar hadsereghez került vezérkari századosi rangban. Október 31-én november 1-jei hatállyal őrnaggyá léptették elő és kinevezték a pozsonyi katonai kerület parancsnokává. November végétől diplomáciai feladatokat látott el. Decemberben Kossuth Lajos megbízásából Münchenben járt, hogy Miloš Obrenović szerb fejedelemmel tárgyaljon. A küldetés azzal függött össze, hogy a magyar külpolitika a Szerbiában ekkor hatalmon lévő, a magyarországi szerb felkelőket nyíltan támogató Karagyorgyevics Sándor szerb fejedelemmel szemben a száműzetésben lévő Obrenović-ház támogatásával kívánt fellépni. Szabó Imre küldetésének teljesítése után nem tért haza, hanem Párizsba ment és 1848 végétől a magyar kormány itteni megbízottja, Teleki László mellett lett nem hivatalos katonai attasé. 1849 áprilisában hazatért, ekkor rövid időre a császáriak fogságába került, de sikerült kiszabadulnia. 1849. május 3-án visszamenőleges, február 1-jei hatállyal alezredessé léptették elő és a feldunai hadsereg vezérkarában kapott beosztást. Május 25-én – április 14-ei hatállyal – ezredesi rangban a hadügyminisztérium felszerelési osztályának főnöke, majd június 2-ától hadügyi államtitkár lett. E minőségében a hadügyminisztériumban ő helyettesítette Görgei Artúrt, aki egyszerre töltötte be a hadügyminiszteri és a fővezéri tisztséget. Államtitkári beosztásában Aulich Lajos hadügyminisztersége alatt is megmaradt. A fegyverletétel után nem került császári kézre, rövid ideig Magyarországon bujkált, majd külföldre távozott. 1851-ben a császári haditörvényszék távollétében halálra ítélte.

## Emigrációban
Az emigráció első éveit Párizsban töltötte, majd Londonban telepedett le. Tevékenyen részt vett az 1848-as magyar emigráció mozgalmaiban. Kezdetben abba a csoportba tartozott, akik Kossuth Lajost tették felelőssé a szabadságharc bukásáért, később azonban a volt kormányzó hívének számított. 1858 október végén Mészáros Lázár volt hadügyminiszter nála töltött néhány napot, miután visszatért az Egyesült Államokból. A Magyar Nemzeti Igazgatóság 1859. május 6-ai megalakulása után tanácskozási joggal részt vett a szervezet munkájában. Genovában az igazgatóság katonai irodáját vezette, egyúttal az itáliai magyar légió ezredese volt. 1863-ban visszatért Londonba, ahol haláláig szénkereskedőként tartotta fenn magát. A nárai családi mauzóleumben nyugszik, sírhelyét a Nemzeti Emlékhely és Kegyeleti Bizottság „A” kategóriában a Nemzeti Sírkert részévé nyilvánította.